# La Providencia
La Providencia é uma junta de governo da província de Entre Ríos, na Argentina.